# Gertrud Gabl
Gertrud Gabl (ur. 26 sierpnia 1948 w St. Anton am Arlberg, zm. 18 stycznia 1976 tamże) – austriacka narciarka alpejska, zdobywczyni Pucharu Świata.

## Kariera
W zawodach Pucharu Świata zadebiutowała w styczniu 1967 roku. Pierwsze punkty wywalczyła 19 stycznia 1967 roku w Schruns, gdzie zajęła piąte miejsce w slalomie. Na podium zawodów PŚ pierwszy raz stanęła 6 stycznia 1968 roku w Oberstaufen, kończąc slalom na drugiej pozycji. W zawodach tych rozdzieliła Francuzkę Marielle Goitschel i Kanadyjkę Nancy Greene. W kolejnych startach jeszcze szesnaście razy stawała na podium, odnosząc przy tym siedem zwycięstw: 11 stycznia 1968 roku w Grindelwald, 6 kwietnia 1968 roku w Heavenly Valley, 4 stycznia 1969 roku w Oberstaufen, 7 stycznia 1969 roku w Grindelwald i 17 stycznia 1969 Wysokich Tatrach wygrywała slalomy, a 5 kwietnia 1968 roku w Heavenly Valley i 16 stycznia 1969 roku w Wysokich Tatrach była najlepsza w gigantach. W sezonie 1968/1969 zwyciężyła w klasyfikacji generalnej i klasyfikacji slalomu, a w klasyfikacji giganta była trzecia. Ponadto w sezonie 1967/1968 była druga w klasyfikacji slalomu (w klasyfikacji generalnej była siódma).
Wystartowała na igrzyskach olimpijskich w Grenoble w 1968 roku, gdzie zajęła dziewiąte miejsce w gigancie i dwunaste w zjeździe. Podczas rozgrywanych cztery lata później igrzysk w Sapporo wystartowała w slalomie i gigancie, jednak obu konkurencji nie ukończyła. W międzyczasie była też między innymi czwarta w slalomie na mistrzostwach świata w Val Gardena w 1970 roku. Walkę o medal przegrała tam z Francuzką Michèle Jacot o 0,06 sekundy. Na tej samej imprezie była też piąta w gigancie.
Zginęła 18 stycznia 1976 roku, porwana przez lawinę podczas treningu w rodzinnej miejscowości. Jej nazwisko nosi jedna z ulic w St. Anton; jej nazwiskiem nazwano też trasę narciarską, na której rozegrano zjazd i supergiganta kobiet podczas mistrzostw świata w St. Anton w 2001 roku.

## Osiągnięcia

### Igrzyska olimpijskie
| Miejsce | Dzień     | Rok  | Miejscowość | Konkurencja | Czas biegu | Strata | Zwyciężczyni       |
| ------- | --------- | ---- | ----------- | ----------- | ---------- | ------ | ------------------ |
| 12.     | 10 lutego | 1968 | Grenoble    | Zjazd       | 1:40,87    | +3,10  | Olga Pall          |
| DNF1    | 13 lutego | 1968 | Grenoble    | Slalom      | 1:25,86    | -      | Marielle Goitschel |
| 9.      | 15 lutego | 1968 | Grenoble    | Gigant      | 1:51,97    | +4,88  | Nancy Greene       |
| DNF1    | 8 lutego  | 1972 | Sapporo     | Gigant      | 1:29,90    | -      | Marie-Theres Nadig |
| DNF1    | 11 lutego | 1972 | Sapporo     | Slalom      | 1:31,24    | -      | Barbara Cochran    |

### Mistrzostwa świata
| Miejsce | Dzień     | Rok  | Miejscowość | Konkurencja | Czas biegu | Strata | Zwyciężczyni       |
| ------- | --------- | ---- | ----------- | ----------- | ---------- | ------ | ------------------ |
| 12.     | 10 lutego | 1968 | Grenoble    | Zjazd       | 1:40,87    | +3,10  | Olga Pall          |
| DNF1    | 13 lutego | 1968 | Grenoble    | Slalom      | 1:25,86    | -      | Marielle Goitschel |
| 9.      | 15 lutego | 1968 | Grenoble    | Gigant      | 1:51,97    | +4,88  | Nancy Greene       |
| 4.      | 13 lutego | 1970 | Val Gardena | Slalom      | 1:40,44    | +1,82  | Ingrid Lafforgue   |
| 5.      | 14 lutego | 1970 | Val Gardena | Gigant      | 1:20,46    | +0,39  | Betsy Clifford     |
| DNF1    | 8 lutego  | 1972 | Sapporo     | Gigant      | 1:29,90    | -      | Marie-Theres Nadig |
| DNF1    | 11 lutego | 1972 | Sapporo     | Slalom      | 1:31,24    | -      | Barbara Cochran    |

### Puchar Świata

#### Miejsca w klasyfikacji generalnej
- sezon 1966/1967: 18.
- sezon 1967/1968: 7.
- sezon 1968/1969: 1.
- sezon 1969/1970: 16.
- sezon 1970/1971: 9.
- sezon 1971/1972: 19.

#### Miejsca na podium w zawodach
1. Oberstaufen – 6 stycznia 1968 (slalom) – 2. miejsce
2. Grindelwald – 11 stycznia 1968 (slalom) – 1. miejsce
3. Bad Gastein – 18 stycznia 1968 (slalom) – 3. miejsce
4. Aspen – 16 marca 1968 (slalom) – 2. miejsce
5. Rossland – 31 marca 1968 (gigant) – 3. miejsce
6. Heavenly Valley – 5 kwietnia 1968 (gigant) – 1. miejsce
7. Heavenly Valley – 6 kwietnia 1968 (slalom) – 1. miejsce
8. Oberstaufen – 3 stycznia 1969 (gigant) – 2. miejsce
9. Oberstaufen – 4 stycznia 1969 (slalom) – 1. miejsce
10. Grindelwald – 7 stycznia 1969 (slalom) – 1. miejsce
11. Schruns – 16 stycznia 1969 (slalom) – 2. miejsce
12. Vysoké Tatry – 16 stycznia 1969 (gigant) – 1. miejsce
13. Vysoké Tatry – 17 stycznia 1969 (slalom) – 1. miejsce
14. Maribor – 4 stycznia 1971 (gigant) – 2. miejsce
15. Oberstaufen – 9 stycznia 1971 (slalom) – 2. miejsce
16. Abetone – 11 marca 1971 (gigant) – 3. miejsce
17. Åre – 14 marca 1971 (gigant) – 3. miejsce

- 17 miejsc na podium, 7 zwycięstw, 6 drugich i 4 trzecie miejsca.